# Östra Sörmland
Östra Sörmland var en gratistidning utgiven i Sörmland med utgivningsperioden 1991-04-28--1991-12-12 Östra Sörmland var fullständiga titeln utan tillägg.

## Redaktion
Redaktör och ansvarig utgivare var Mathias Fock och redaktionen satt i Nyköping. Tidningen hade två politiska tendenser dels oberoende moderat och dels socialdemokratisk. Tidningen var endagars och kom ut söndagar. Tidningen blev tidskrift efter utgivningsperioden.

## Tryckning
Förlaget hette Nicopia information kommanditbolag/Crona Fock inf handelsbolag  till 12 maj 1991 sedan Media electa aktiebolag i Nyköping till nedläggningen. Sätteri för tidningen var Närmedia aktiebolag  i Stockholm till 12 maj 1991. sedan AWJ i Nyköping. Tryckeri var Kreativ reklam aktiebolag i Jönköping sedan Civiltryckeriet, Motala tidning i Motala. Tryckningen skedde med moderna typsnitt i fyrfärg på en satsyta av ungefärlig tabloidstorlek. Tidningen hade 16-24 sidor och upplagan var 30 000 exemplar.